# M73 (пулемёт)
M73 и M219 — танковые пулемёты калибра 7,62×51 мм НАТО, применявшиеся в танках семейства M48, M60, лёгком авиадесантном плавающем танке M551 Шеридан, а также на боевой инженерной машине M728. Разработан инженерами Рок-Айлендского арсенала. Применялся, в основном, в качестве пристрелочного пулемёта для танковой пушки, но мог использоваться и самостоятельно, будучи установлен на других образцах бронетехники.

## История разработки и устройство
M73 разрабатывался специалистами Рок-Айлендского арсенала в качестве спаренного танкового пулемёта, призванного заменить модификации устаревшего Браунинга M1919, устанавливавшиеся в бронетехнику (M1919A4E1, M1919A5 и M37).
Первоначальная версия «Machine Gun, 7.62-MM, M73» была принята на вооружение в 1959 году. Из-за большого количества новых, неотработанных технических решений и сжатых сроков принятия на вооружение оружие оказалось крайне ненадёжным и не завоевало уважения танкистов. Более поздняя версия M219 сталкивалась с теми же проблемами.
Скандал с отказами поставленных Израилю пулемётов в Войне Судного дня привёл к замене M219 на бельгийский пулемёт FN MAG.
Конструктивно M73 представляет собой пулемёт с коротким ходом ствола и совершенно нетипичным для пулемётов винтовочного калибра горизонтальным клиновым затвором.

## Модификации

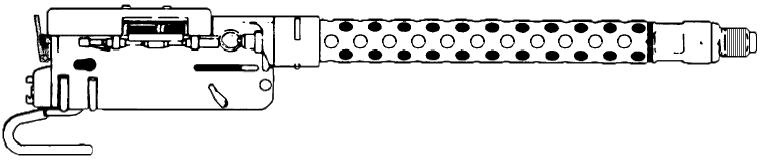
Модель M73A1/M219

- M73C — модель, оснащённая открытыми прицельными приспособлениями и пистолетной рукояткой, которая могла использоваться в качестве пехотного пулемёта на станке-треноге XM132. Выпущена в незначительном количестве.
- M73E1 — модификация 1970 года, принятая на вооружение под наименованием M73A1.
- M219 — пулемёты M73A1 выпуска после 1972 года, с измененной конфигурацией затвора.